# Burnji Školj (Greben Školj)
Koordinati:   43°55′20″N, 15°08′26″E
Burnji Školj je majhen nenaseljen otoček v Jadranskem morju, ki pripada Hrvaški.
Burnji Školj, na nekaterih zemljevidih imenovan tudi Greben Školj, leži na koncu 10 km dolgega zaliv Telašćica vzhodno od otočka Dugi Školj, od katerega ga loči okoli 150 m širok in do 5 m globok  preliv. Površina otočka meri 0,084 km². Dolžina obalnega pasu je 1,07 km. Najvišji vrh je visok 56 mnm.